# Inkretin
Inkretini su skupina hormona, probavnog sustava, koji djeluju tako da povećavaju oslobađanje inzulina iz beta-stanica Langerhausovih otočića gušterače, usporavaju apsorpciju hranjivih tvari u krvotok smanjujući pražnjenje želuca, te smanjuju otpuštanje glukagon iz alfa-stanica Langerhausovih otočića gušterače, što sve smanjuje razinu glukoze u krvi. 
Dvije glavne molekule koje ispunjavaju kriterije inkretina su GLP-1 (engl. glucagon-like peptide-1 glukagonu sličan peptid) i GIP (engl. gastric inhibitory peptide, želučani inhibicijski peptid). Oba spoja inaktivira enzim dipeptidil peptidaza 4. 

## Povijest
Godine 1902.g. Bayliss i Starling pretpostavili su da sluznica probavnog sustava sadrži hormon koji djeluje na egzokrinu sekreciju gušterače ("sekretin"). Godine 1932.g. La Barre je predložio ime inkretin za hormon iz sluznice gornjeg dijela probavnog trakta koji uzrokuje hipoglikemiju i predložio ga kao mogući antidijabetik. Na temelju njihovih radova u periodu od 1939. – 1940., Leow je sa svojim suradnicima zaključio da je postojanje inkretina upitno, te se 30-ak godina nije značajnije istraživalo. Godine 1970. je iz sluznice izoliran GIP, a 1973. su Brown i Dupre pokazali da povećava izlučivanje inzulina.